# Рубаки
Рубаки (яп. スレイヤーズ, англ. Slayers) — серія японських лайт-новел, написана Канзакою Хадзіме та проілюстрована Араїдзумі Руї, що описують неймовірні пригоди юної чарівниці Ліни Інверс у фентезі світі. Починаючи з 1989 року новели виходили в журнал Dragon Magazine, а потім були опубліковані окремими томами та адаптовані до декількох аніме-екранізацій, численних манґ, відеоігор тощо. Аніме-серіал вважається одним із найпопулярніших 1990-х років.
Спочатку автор Рубак задумував написати введення у фентезійну рольову гру, але ігри, випущені по «Slayers» на Sony PlayStation та Nintendo, великої популярності не здобули, на відміну від телесеріалу.

## Світ
Світ Рубак — це типове фентезі-середовище, створене за європейським зразком: епоха пізнього Середньовіччя з розвиненою системою магії, населене фантастичними істотами: драконами, ельфами, тролями, демонами, звіролюдьми та іншими.

#### Створення
Згідно з легендами, світ Рубак був створений п’ять тисяч років тому як один із щонайменше чотирьох паралельних всесвітів, що існують всередині Моря Хаосу. Це Море Хаосу є найвищим космічним рівнем буття, з якого походять і демони, і божества. Первісний абсолютний хаос, що лежить в основі буття, уособлений і персоніфікований в єдиній трансцендентній сутності — Володарці Кошмарів (Lord of Nightmares). 
В основі кожного всесвіту з самого початку закладено протистояння двох сил: богів (шінзоку, що буквально означає «божественна раса») та демонів (мазоку, тобто «демонічна раса»). Шінзоку прагнуть зберегти світ, а мазоку — знищити його, повернувши все до первісного Моря Хаосу. У світі, де розгортаються події Рубак, верховним шінзоку є Полум’яний Дракон Цефеїд, а головним мазоку — Рубіноокий Шабранігду. Їхнє зіткнення завершилося майже внічию: Цефеїд зумів розділити сутність Шабранігду на сім фрагментів і запечатав їх в душах людей для того, щоб перероджуючись вони поступово втрачати силу. Однак сам Цефеїд настільки виснажився в битві, що загинув і повернувся до Моря Хаосу. Після себе він залишив у світі чотирьох Королів-Драконів — персоніфіковані втілення часток його сили. Шабранігду, у свою чергу, створив п’ятьох послідовників — могутніх мазоку найвищого рангу, які мали продовжити його справу.
Однак у більшості медіа ці аспекти світобудови лишаються на другому плані, тоді як основна увага зосереджена на пригодах головних героїв.

#### Магія
Працюю

#### Географія
Географічно основні події зосереджені в межах частини північно-західного материка розміром з Європу, магічно ізольованого від інших територій потужним Бар’єром мазоку, створеним понад тисячу років тому під час другої великої війни між шінзоку та мазоку.
Зовнішній світ – це декілька великих материків, де зустрічається більш різноманітні ландшафт та цивілізації. Проте здебільшого магія серед людського населення знаходиться в зародковому стані.

## Сюжет
У першому сезоні феноменально тупий воїн Гаурі Габрієв вирішив врятувати рудоволосу дівчинку від злючих розбійників, та він не знав, з ким зв'язався. Адже цією «дівчинкою» була Ліна Інверс, наймогутніша та найжадібніша чарівниця у світі. Незабаром Гаурі усвідомив свою помилку — коли «беззахисна» Ліна одним закляттям вбила величезного дракона. Але на той час воїн вже погодився проводити дівчину до міста Атлас, і парочка відправилася в дальню путь. Проте подорож довелося відкласти, коли Гаурі і Ліна дізналися, що статуетка, яка потрапила до них, — ключ до воскресіння великого демона.
У другому сезоні Рубакам належить відправитися на пошуки Пречистої Біблії — легендарного стародавнього манускрипту, що володіє чудодійною силою, і вплутатися в міжусобну війну могутніх демонів, в якій кожна сторона бажає використовувати Ліну як пішака в своїй грі. І ціною помилки героїв стане, звісно ж, Кінець світу.
У третьому сезоні наші герої відправляються за межі магічного бар'єру, створеного демонами у стародавні часи і зруйнованого із загибеллю одного з них. Вони дізнаються трагічну історію Золотих і Стародавніх Драконів і битимуться із загрозою, викликаною з іншого світу.

## Аніме
З 1995 по 2009 рік вийшло 5 аніме-серіалів, 5 аніме-фільмів, 2 OVA та 2 аніме-кліпи.

### Серіали
Перші три серії були створені у співпраці студій E&G Films та SOFTX, а потім транслювалися TV Tokyo.
- Slayers – Рубаки — перший сезон з 26 епізодів, адаптація першої арки основного ранобе, 1995 рік.
- Slayers NEXT — Рубаки Некст — другий сезон з 26 епізодів, адаптація основного ранобе, 1996 рік.
- Slayers TRY — Рубаки Трай — третій сезон за оригінальним сценарієм, 1997 рік.
- Slayers Revolution — Рубаки: Революція — 13 епізодів, 2008
- Slayers Evolution-R — Рубаки: Еволюція-Ер –13 епізодів, продовження , 2009

### OVA
Аніме про пригоди Ліни та Наги, що вийшли одразу на відео-носіях та являються адаптацію декількох новел:
- Slayers Special — Особливі Рубаки — 3 епізоди, 1995 рік.
- Slayers Excellent — 3 епізоди,1998 рік.

### Фільми
Полнометражні аніме-фільми були сотворені спеціально для показу в кінотеатрах, отож відрізняюся форматом екрану, кращою якістю анімації та оригінальнім сюжетом. Чотири з п'яти фільмів містять пригоди Ліни та Наги, тоді як останній, Slayers Premium, оповідає невелику історію про героїв серіалу. Більшість фільмів були створені компанією J.C.Staff, окрім Slayers Premium, що створений Hal Film Maker.
- Slayers — Рубаки на великому екрані — 1995
- Slayers Return — 1996
- Slayers Great — 1997
- Slayers Gorgeous — 1998
- Slayers Premium — 2001

## Манґа
- Slayers — один том з 7 глав, намальований Руї Араїдзумі, опублікований в 1995 році. Декілька комедійних, незв'язаних між собою історій про Ліну та Гаурі.
- Chōbaku Madōden Slayers (超爆魔道伝スレイヤーズ) — вісім томів, намальованих Шоко Йошинакою, 1995—2001 роки. Адаптація основних романів з 1 по 8 тома, та адаптація фільму «Slayers Return». Також відома як «Super Explosive Demon Story Slayers»
- Slayers Special — чотири томи адаптації лайт-новел Slayers Special. Манґаки: Томмі Оцука та Йошіміро Камада, 2000—2001.
- Slayers Premium — коротка адаптація однойменного фільму, намальована Томмі Оцукою та Йошіміро Камадою, 2002 рік.
- Slayers Knight of the Aqualord – шість томів з оригінальною історією про лицаря Аквалорда. Малювали Томмі Оцука та Йошіміро Камада, 2003—2005.
- Slayers Revolution — один том, адаптація однойменного аніме-серіалу. Манґака: Іссей Хьодзі, 2008.
- Shin Slayers: Falces no Sunadokei (新スレイヤーズ：ファルシェスの砂時計 / Нові Рубаки: Пісочний Годинник Фальші) — три томи оригінальної історії, намальованої Асахі, 2008.
- Slayers Evolution-R — один том, адаптація однойменного аніме-серіалу. Манґака: Іссей Хьодзі, 2009
- Slayers Light Magic (スレイヤーズ ライト・マジック) — оригінальна манґа у альтернативному фантастичному світі, сюжет до якої був створений не автором Рубак, а Йосідзіро Мурамацу. Малював ована Шін Сасак. Виходила в журналі Kerokero Ace видавництва Kadokawa Shoten з 2008 по 2009 рік.

## Ігри

### Відеоігри
1. Slayers (PC-9801) (1994)
2. Slayers (Super Nintendo/Super Famicom) (1994)
3. Slayers Royal (Sony PlayStation 1) (1998)
4. Slayers Royal 2 (Sega Saturn, 1998) (Sony PlayStation, 1999)
5. Slayers Wonderful (Sony PlayStation, 1998)
6. Heroes Phantasia (PSP) (2012) – гра кросовер з 10 іншими аніме франшизами.

### Настільні рольові ігри
Серія була адаптована для декількох систем настільних рольових ігор:
1. BESM The Slayers
2. Slayers d20
3. M.A.G.I.U.S. (7 додатків)

### ККІ
- Slayers Fight (スレイヤーズふぁいと), колекційна карткова гра розроблена ORG та опублікована Kadokawa Shoten між 1999 та 2001.

### Інші
Рубаки  з'являлись у багатьох мобільних іграх, як тимчасові колаборації

Карта Внутрішнього світу аніме серіалу Slayers. Позначення на карті: 1.Атлас, 2.Сайрааг, 3.Столиця Білої магії, Сейрун, 4.Мане, 5.Візенді, 6.Гурія, 7.пік Дракона, 8.Безельд, 9.Солярія, 10.Тельмурд, 11.Кримзон, 12.Королівство Зефілія, 13.Катаахо

## Персонажі
Ліна Інверс (яп. リナ・インバース, Rina Inbāsu)
Сейю: Хаяшібара Меґумі
Головна героїня та центральна постать усієї франшизи. Попри юний вік, Ліна — могутня та відома чарівниця з прізвиськами на кшталт «Бандитовбивця» і «Ворог усього живого». Ці прізвиська вона отримала за те, що полює на бандитські зграї та грабує розбійників — як за власною ініціативою, так і на чиєсь прохання. На її думку, злодії не мають жодних прав, тож забирати в них награбоване — цілком справедливо. Народжена в купецькій родині, вона обожнює гроші, скарби та смачну їжу. Вона отримала магічну освіту з відзнакою у Гільдії Магів, а потім за настановою старшої сестри десь у років 13-14 відправилась подорожувати, щоб пізнати світ. Ліна спеціалізується на чорній магії, зокрема на атакувальних заклинаннях, що викликають силу демонів. Більшість цих заклять вона вивчила самотужки. Дівчина проводить життя в дорозі у пошуку коштовностей, магічних знань та артефактів чи, виконуючи доручення за винагороду. Вона запальна, жадна, образлива, самовпевнена, але має має добрі наміри, хоча добре приховує цю сторону.
Нага Зміюка / Нага Серпент (яп. 白蛇のナーガ, Sāpento no Nāga)
Сейю: Кавамура Марія
Двадцятирічна чарівниця з вражаючим сміхом, перша супутниця та подруга Ліни у подорожах, хоча сама себе проголошує «головною суперницею» Ліни Інверс. Вона є однією з головних героїнь спіноф-серій Slayers Special та Slayers Smash, а також повнометражних фільмів і OVA. Не зважаючи на її ексцентричну натуру та необачливі вчинки, Нага – могутня чарівниця. Її основна спеціалізація — водна та льодова магія,  що прямо протиставляється вогняним закляттям Ліни. Про її минуле в оповіді не згадується, але подекуди натякається на її походження, коли вона проявляє неочікуванну обізнаність у білій магії, політиці та мистецтві.
Ґаурі Ґабрієв (яп. ガウリイ＝ガブリエフ, Gaurī Gaburiefu)
Сейю: Мацумото Ясунорі
Мечник, що подорожував світом, працюючи найманцем до зустрічі з Ліною Інверс. Після її «порятунку» від бандитів вирішує стати особистим охоронцем дівчинки. Відкрита і душевна людина ,вірна своїм ідеалам і друзям, проте трохи забудькувата і тупувата. Ґаурі не має навіть базових магічних знань, він не любить вникати в розмови про магію і зазвичай просто засипає на найважливішому моменті. Свою колосальну неосвіченість в області магії, Ґаурі з лишком компенсує своїми фізичними даними. Сильний, швидкий і нездоланний мов танк – Ґаурі один з наймайстерніших мечників світу Рубак. А володіння фамільною реліквією, Мечем Світла, дозволяє йому битися навіть з  могутніми істотами, на кшталт мазоку.
Зелґадіс Ґрейвордс (яп. ゼルガディス・グレイワーズ, Zerugadisu Gureiwāzu)
Сейю: Мідорікава Хікару
У минулому Зелґадіс був звичайною людиною. Він багато тренувався, прагнучи стати найсильнішою людиною на світі, але всі його зусилля були марними. Тоді він звернувся по допомогу до свого родича, одного з мудріших магів світу, Червоного Священика Резо, щоб той магічно наділив його силою. Той так і зробив, перетворивши Зелґадіса на химеру — на третину голема, на третину демона і лише на третину залишив людину. Завдяки цьому Зелґадіс набув надлюдської витривалості та спритності, магічних здібностей, та кам’яної, непробивної шкіри, проте це істотно змінило його зовнішність. Зелґадіс зазвичай приховує обличчя й уникає контактів із людьми, бо палко ненавидить свій вигляд і шукає способи повернути людську подобу. Він однаково вміло володіє мечем та магією, спеціалізуючись на шаманській магії, яка включає стихійні та астральні закляття.
Амелія Віл Тесла Сейллун (яп. アメリア・ウィル・テスラ・セイ)
Сейю: Судзукі Масамі
Принцеса Святого Королівства Сейллун, молодша донька крон-принца Філіонела та самопроголошена борчиня за добро і справедливість. Наївна і безпосередня чотирнадцятирічна дівчинка сповнена юнацького максималізму, обожнює вставати в красиві пози, забравшись на найвищу точку місцевості, і штовхати дивні патетичні промови. Дитинство принцеси можна було б назвати щасливим, коли б не смерть матері від рук найманого вбивці і втеча старшої сестри з палацу. Проте трагічні події, здається, не сказилася на характері Амелії, бо її з пелюшок опікував люблячий батько. Від нього Амелія засвоїла ази рукопашного бою та оптимістичне мислення. Також, як принцесу, її навчали білої та астральної магії при храмі.
Кселлос / Зелос (яп. ゼロス, Zerosu)
Сейю: Ісіда Акіра
Хитрий і загадковий Зелос, що представляється «таємничим жерцем», — насправді високорівневий мазоку (демон у світі Рубак) на службі  Великого Звіра Зеллас Металліум. На відміну від інших чотирьох васалів Шабраніґду, які створили двох або більше підлеглих, Зеллас Металліум утворила лише одного слугу. Завдяки цьому Зелос удвічі сильніший за будь-якого іншого мазоку свого рангу. Понад тисячу років тому, під час великої війни, він самотужки знищив тисячі драконів. За що отримав прізвисько «Винищувач драконів».
Зелос може допомогти, але тільки у тому випадку, коли це вигідно йому, або це послуговує планами його володарки. Попри те, що він чудовий маніпулятор, Зелос ніколи відверто не бреше: лише недоговорює та дає інтерпретувати його слова. Він тонко грає на відчуттях всіх, хто навколо нього, а іноді і на нервах. Його фірмова відповідь на будь-яке важливе питання, на яке він не хоче відповідати:  «Це таємниця!» (яп. それは 秘密です, Sore wa himitsu desu)
Сильфіель Нелс Лаада (яп. シルフィール・ネルス・ラーダ)
Сейю: Тоума Юмі
Мила та добра жриця, донька верховного священика міста Сайрааґ. Познайомившись з Ґаурі ще за часів його ранніх мандрів, вона по вуха закохалась в нього. На жаль, той не достатньо кмітливий, щоб це помітити. Проте він завжди добре ставиться та  гарно відгукується про неї, зокрема завдяки її кулінарним здібностям. Як клірик, Силфіель володіє вражаючими навичками білої магії, що включають наймогутніші закляття зцілення та захисту. Її лікувальні уміння навіть дозволяють воскресити Ліну з порогу смерті. Хоча Силфіель слабка в атакувальній шаманській і чорній магії, через небажання чинити шкоду, вона зуміла вивчила одне з наймогутніших заклять — Драгон Слейв. Під час подій третього тому ( що відповідно першого сезону аніме), дівчина втратила батька та рідне місто, але знаходить в собі рішучість битися зі злом.